# Aliens vs. Predator (gra komputerowa 2010)
Aliens vs. Predator (również jako Aliens versus Predator 3) – gra komputerowa stworzona przez studio Rebellion Developments i wydana przez Segę 19 lutego 2010. Podobnie jak w poprzednich tytułach serii, Aliens vs. Predator jest strzelanką pierwszoosobową dającą możliwość wyboru pomiędzy trzema rasami: ludzi, Obcych i Predatorów. Każda posiada własny, odrębny wachlarz broni i umiejętności. Kampania każdej ze stron rozgrywa się na planecie kolonialnej o nazwie Freya’s Prospect.
Dostępne są tryby gry wieloosobowej takie jak deathmatch, species deathmatch, mixed species seathmatch, survivor, domination, infestation i hunt.